# Schaumbrot

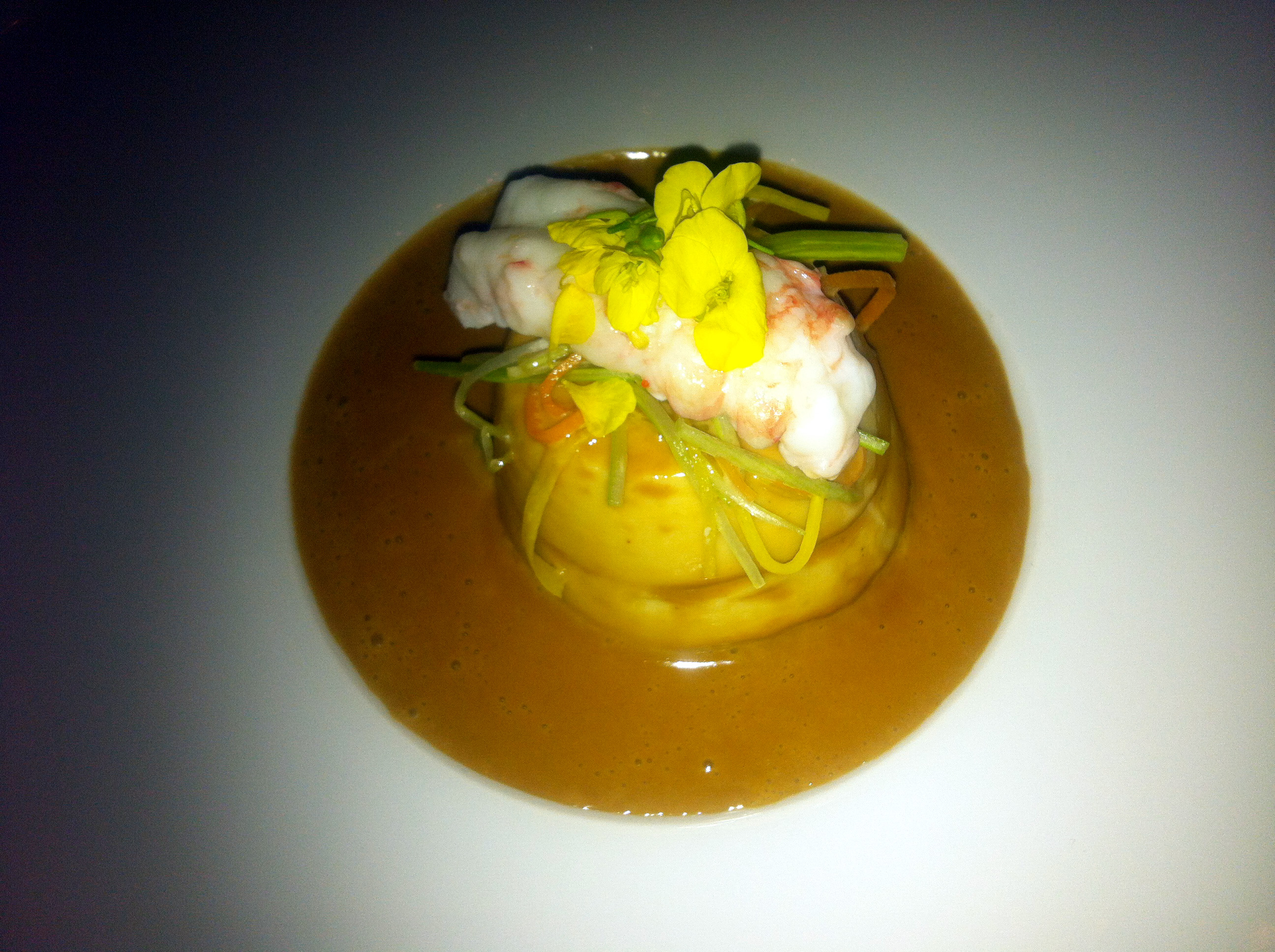
Mousseline an Jakobsmuscheln mit Hummersauce und Flusskrebsen

Als Schaumbrot (französisch Mousse) oder Schaumbrötchen (französisch Mousselines) bezeichnet man portionierte Farce aus Fisch oder Fleisch, beispielsweise Wild oder Geflügel, und Sahne. Aufgrund ihrer Form und der ähnlichen Struktur erhielt die Speise im Deutschen den Namen Brot beziehungsweise Brötchen.
Die Grundmasse wird mit Gelatine gebunden und in Formen bis knapp über den Gefrierpunkt abgekühlt. Für andere Zubereitungen wird die Farce in Auflaufformen oder Timbale gefüllt und im Wasserbad gegart.

## Leberschaumbrot
Zur Vorbereitung brät man Geflügel- oder Kalbsleber mit Zwiebeln in Butter. Diese Mischung wird anschließend mit einem Fleischwolf fein püriert und mit einer Geflügelrahmsauce gebunden. Nach dem Erkalten passiert man die Farce durch ein Haarsieb. Die Grundmasse wird mit geschlagener Sahne und Weingelee gebunden. Sie dient in der Kalten Küche zum Ausfüttern von Schaustücken und zur Herstellung einzelner Schaumbrote und -brötchen.